# Овраг с многорядником Брауна
Овраг с многорядником Брауна — памятник природы регионального (областного) значения Московской области, который включает ценные в экологическом, научном и эстетическом отношении природные комплексы, а также природные объекты, нуждающиеся в особой охране для сохранения их естественного состояния:
- равнинные и долинные природные комплексы левобережья реки Мжут с оврагами;
- крупную популяцию многорядника Брауна — редкого вида папоротников, занесённого в Красную книгу Московской области;
- места произрастания и обитания редких видов растений и животных, занесённых в Красную книгу Московской области.

Памятник природы основан в 1984 году. Местонахождение: Московская область, Можайский городской округ, сельское поселение Борисовское, в 80 м к северу от села Борисово, левый берег реки Мжут. Общая площадь памятника природы составляет 90,75 га. Памятник природы включает квартал 34 Борисовского участкового лесничества Бородинского лесничества.

## Описание
Памятник природы расположен в районе подножья восточного склона Смоленской возвышенности и включает участок моренно-водноледниковой равнины, занимающей верхний ярус в рельефе, левобережные фрагменты долинного зандра и врезанной в него долины реки Мжут с двумя надпойменными террасами, комплексом пойм и фрагментами русла. Склоны долины рассечены овражно-балочными эрозионными формами.
Памятник природы располагается в районе с неровной кровлей дочетвертичных отложений, представленных известняками и доломитами среднего карбона. Территория памятника природы имеет общий уклон на юг в сторону русла реки Мжут. Абсолютные высоты территории колеблются от 174 м над уровнем моря (высота уреза воды в реке Мжут) до 203 м над уровнем моря (на вершине моренного холма в северной части памятника природы).
Моренно-водноледниковая равнина занимает северную половину памятника природы и располагается на высотах 196—203 м над уровнем моря. Поверхности равнины сложены покровными суглинками или воднолениковыми супесями и суглинками, под которыми залегают моренные отложения. Наиболее возвышенное положение здесь занимает плосковершинный моренный холм высотой около 5 м, южный склон которого входит в границы памятника природы. Склоны холма пологие, крутизной 3—5º.
Слабонаклонная поверхность междуречной равнины осложнена антропогенными формами рельефа — чередующимися приствольными грядами и понижениями (с перепадом высот 0,3—0,4 м) в местах древесных посадок.
Южную половину территории памятника природы занимает долинно-зандровая равнина с врезанной в неё долиной реки Мжут. Поверхности долинно-зандровой равнины, сложенные комплексом отложений долинного зандра (суглинки с прослоями песков и супесей), располагаются на абсолютных высотах до 196 м над уровнем моря и плавно переходят во вторую надпойменную террасу.
Первая и вторая надпойменные террасы долины реки Мжут выражены фрагментарно. Их поверхности сложены песчано-суглинистыми древнеаллювиальными отложениями. Высота первой надпойменной террасы составляет около 6—7 м над урезом воды реки Мжут, второй надпойменной террасы — 14—16 м над урезом воды реки. Крутизна террасных склонов составляет 7—8º, местами до 20º (в восточной части памятника природы).
На высоте 2—4 м от уреза воды реки Мжут выражена поверхность высокой поймы, сложенная аллювиальными пойменными отложениями. Ширина высокой поймы достигает 50—70 м. Местами поверхность высокой поймы осложнена старичными понижениями, которые заняты низинными болотами. На поверхности поймы не редки микроповышения (высотой 0,3—0,4 м), на некоторых участках в прирусловой части отмечается вал шириной 1 м, высотой 0,5 м. Средняя и низкая поймы выражены фрагментарно.
Склоны долины расчленены оврагами и балками. Вершина самого крупного оврага в пределах памятника природы (на склонах и в окрестностях которого располагается крупная популяция редкого папоротника — многорядника Брауна) прорезает междуречную поверхность в восточной половине памятника природы на абсолютной высоте около 197 м над уровнем моря. Овраг ориентирован с севера на юг и делает на своем протяжении крутой поворот почти под 90˚. Длина оврага составляет 380 м. В вершинной части расположено водосборное понижение с тремя слабовыраженными потяжинами, глубина вреза которых составляет не более 0,2—0,3 м. В своей верхней и средней части эрозионная форма имеет V-образный поперечный профиль. В средней части овраг имеет глубину до 6 м, ширину по бровкам до 15 м, выпукло-вогнутые крутые (до 60º) борта и узкое днище (шириной до 0,5 м). В средней части оврага, на правом борту, имеется отрог овражного типа (шириной до 5 м, глубиной 1,5—2 м) северо-западного направления. В приустьевой части овраг имеет U-образный поперечный профиль и выположенные борта высотой 2 м. Овраг раскрывается на поверхности первой надпойменной террасы, где сформировался конус выноса. Днище оврага не имеет выраженного донного вреза. На склонах отмечается делювиальный смыв, дефлюкция, местами оползневые процессы.
Общий сток на территории памятника природы устремлен на юг в русло реки Мжут (левый приток реки Протвы). Общее направление течения реки Мжут в пределах памятника природы — с запада на восток. Ширина русла — 5—6 м. Скорость течения воды реки — 0,3 м/с. Глубина русла реки — 0,3—0,5 м, дно песчано-суглинистое. У подножья террасного склона отмечаются сочения грунтовых вод.
Почвенный покров памятника природы представлен преимущественно дерново-подзолистыми типичными и глееватыми почвами, на песчаных и супесчаных отложениях — дерново-подзолами. На высокой пойме реки Мжут формируются аллювиальные светло-гумусовые, аллювиальные торфяно-глеевые, реже аллювиальные перегнойно-глеевые почвы. В пределах старичных понижений на поверхности высокой поймы отмечаются торфяные эутрофные почвы.

### Флора и растительность
На территории памятника природы преобладают еловые и елово-осиновые лещиновые кислично-папоротниково-широкотравные субнеморальные леса, сырые сероольшаники с черемухой, залесенные овраги и лесокультуры.
Северная часть памятника природы занята старовозрастными сомкнутыми (0,8—0,9) высокоствольными (около 30 м) еловыми лесами с осиной и березой лещиновыми кислично-папоротниково-широкотравными. Диаметр стволов елей составляет 45—50 см, старых осин и берез — до 50 см. Рядом со склонами оврагов сохранились вековые ели (диаметр стволов до 60 см). Из деревьев второй величины здесь растет ива козья. Подрост редкий, образован осиной и елью, редко встречается дуб, липа или клен. В кустарниковом ярусе доминирует лещина, есть жимолость, калина (подрост 0,5 м) и малина. Из травянистых растений доминируют тенелюбивые лесные виды: зеленчук жёлтый, кислица обыкновенная, сныть обыкновенная, яснотка крапчатая, щитовник мужской, местами обильна звездчатка дубравная, встречаются хвощ лесной, ландыш майский, дрема лесная, щитовник картузианский, пятна осоки волосистой, копытень европейский, вороний глаз, лютик кашубский, норичник шишковатый, борец северный, костяника, майник двулистный, мицелис стенной, адокса мускусная, коротконожка лесная, воронец колосистый, ожика волосистая, скерда болотная, фиалка удивительная, колокольчик крапиволистный (редкий и уязвимый вид, не включенный в Красную книгу Московской области, но нуждающийся на территории области в постоянном контроле и наблюдении). Небольшими пятнами растет двулепестник альпийский. Почва на большей части ельника покрыта мхами из родов мниум, плагиомниум и брахитециум (20—30 процентов), местами покрытие до 90 процентов образуют зеленые таёжные и дубравные мхи, в том числе ритидиадельфус трехгранный и плеврозиум Шребера.
В осиново-еловых лесах кислично-папоротниково-зеленчуковых на стволах старых осин отмечен редких мох — некера перистая (вид, занесенный в Красную книгу Московской области).
По склонам долины реки Мжут встречаются участки березово-еловых лесов, местами со старыми соснами лещиновых кислично-зеленчуковых с ожикой волосистой, папоротниками, мицелисом стенным, коротконожкой лесной, мятликом дубравным, колокольчиками крапиволистным и персиколистным (оба — редкие и уязвимые виды, не включенные в Красную книгу Московской области, но нуждающиеся на территории области в постоянном контроле и наблюдении).
В пределах памятника природы среди еловых естественных лесов имеются лесокультуры ели кислично-зеленчуковые и редкотравные разного возраста. Средневозрастные еловые посадки (диаметр стволов 20—30 см) загущены, в них развит мертвый покров, папоротники (щитовник мужской) и виды широкотравья (копытень европейский, зеленчук жёлтый) встречаются с низким обилием. Здесь разрастаются сорные виды растений — чистотел большой, недотрога обыкновенная и такие лесные виды, как звездчатка дубравная, живучка ползучая и яснотка крапчатая.
Склоны верховий оврага и его отрогов заняты еловыми лесами с участием осины лещиновыми широкотравно-папоротниковыми с осокой волосистой, зеленчуком жёлтым, кочедыжником женским, щитовником мужским и распростёртым, хвощем лесным, фиалкой удивительной, чиной весенней, селезеночником очереднолистным, звездчаткой жестколистной и гравилатом речным. Здесь отмечены перловник поникший, колокольчик крапиволистный, чистец лесной, присутствуют единичные экземпляры многорядника Брауна (вид, занесенный в Красную книгу Московской области).
В средней части оврага в лесах с елью, осиной, ольхой серой, березой и черемухой кислично-папоротниково-зеленчуковых многорядник обилен. Местами он выходит на склоны долины реки Мжут, где в составе еловых лесов сохранились отдельные старые сосны с диаметром стволов до 60—70 см. Здесь много подроста черемухи и ольхи серой (реже — клёна и ели), лещины, жимолости, малины, встречается бузина, в травяном покрове доминируют папоротники (кочедыжник и щитовник картузианский), зеленчук, крапива двудомная, звездчатка дубравная, чистец лесной, недотрога обыкновенная, присутствуют дрема двудомная, воронец колосистый, живучка ползучая, яснотка крапчатая и хвощ лесной.
Склоны оврагов в самой нижней части заняты сероольшаниками со старыми отдельными осинами, березами и черемухой кислично-зеленчуковыми, папоротниково-влажнотравными и влажнотравно-хвощевыми с широкотравьем (зеленчук, звездчатка жестколистная, осока волосистая), а ещё ниже — влажнотравно-крапивными. В них обычны хвощ лесной, яснотка крапчатая, живучка ползучая, гравилат речной, звездчатка дубравная, кочедыжник, щитовники мужской и картузианский, селезеночник, чистотел большой, весной обильна хохлатка плотная и ветреница лютичная. Моховой покров хорошо развит, доминируют брахитециум неровный, атрихум волнистый, встречается полия свежая. Местами в сероольшанике на пологих склонах растет многорядник Брауна. Днище оврага здесь занято кочедыжником женским, звездчаткой дубравной, чистецом лесным, чистотелом, таволгой вязолистной и крапивой.
В сероольшаниках крапивно-влажнотравных на высокой пойме реки Мжут встречаются ива пятитычинковая, черемуха, смородина чёрная, хмель, эхиноцистис дольчатый, яснотка крапчатая, пырейник собачий, сныть обыкновенная, крапива двувдомная, таволга вязолистная, колокольчик широколистный (редкий и уязвимый вид, не включенный в Красную книгу Московской области, но нуждающийся на территории области в постоянном контроле и наблюдении), страусник, гравилат речной, бодяк овощной, чистец лесной, вербейник обыкновенный, хвощ речной, недотрога обыкновенная, будра плющевидная, кострец безостый, купена многоцветковая, дудник лесной, паслен сладко-горький. Здесь отмечаются единичные экземпляры многорядника Брауна.
По берегам речки растут ежеголовник прямой, стрелолист обыкновенный, мята полевая, двукисточник тростниковидный.
На высокой пойме реки Мжут выделяются участки хвощево-камышовые, осоково-камышовые и таволгово-хвощево-камышовые с камышом лесным, хвощем речным, осоками пузырчатой, острой, сероватой, кипреем болотным, незабудкой болотной, вероникой длиннолистной, калужницей болотной, шлемником обыкновенным, мятликом обыкновенным, пасленом сладко-горьким, вербейником обыкновенным, местами с ивой пепельной.
К низинному болоту примыкает низинный, заболоченный по внутреннему краю луг хвощево-вербейниково-таволговый с хвощем речным и луговым, бутенем Прескотта, дудником лесным, бодяком болотным, купальницей европейской (редкий и уязвимый вид, не включенный в Красную книгу Московской области, но нуждающийся на территории области в постоянном контроле и наблюдении), осокой опушенной, гравилатом речным, вейником сероватым, геранью болотной, лисохвостом луговым, василистником светлым, щучкой дернистой, скердой болотной и валерианой лекарственной.

### Фауна
Животный мир памятника природы отличается хорошей сохранностью и репрезентативностью для соответствующих природных сообществ Московской области. Здесь отмечен 31 вид позвоночных животных, в том числе один вид земноводных, 25 видов птиц и шесть видов млекопитающих.
В границах памятника природы выделяются три основных зоокомплекса (зооформации): зооформация еловых и елово-мелколиственных лесов; зооформация пойменных мелколиственных лесов; зооформация лугово-опушеных местообитаний.
Основу фаунистического комплекса позвоночных животных составляют виды, характерные для хвойных и смешанных лесов Центральной России. Отсутствие синантропных видов свидетельствует о высокой степени сохранности и целостности природного комплекса.
Наибольшее распространение в пределах памятника природы имеет зооформация еловых и елово-мелколиственных лесов. Здесь обычны обыкновенная белка, рыжая полевка, лось, кабан, желна, сойка, ворон, крапивник, славка-черноголовка, пеночка-весничка, пеночка-теньковка, желтоголовый королек, малая мухоловка, зарянка, белобровик, певчий дрозд, пухляк, московка, большая синица, обыкновенный поползень.
Значительно меньшее распространение на территории памятника природы имеет зооформация пойменных мелколиственных лесов, представленных на территории памятника природы сероольшаниками с примесью других мелколиственных пород, произрастающими по реке Мжут. В пределах данной зооформации наиболее часто встречаются малый пестрый дятел, садовая славка, лазоревка, зяблик.
Во всех лесных зооформациях обитает большой пестрый дятел.
Зооформация лугово-опушечных местообитаний на территории памятника природы распространена в пределах лугов различных типов — как умеренно увлажненных, так и заболоченных, а также по лесным опушкам — и представлена на территории памятника природы небольшими фрагментами. С этими типами местообитаний связаны канюк, лесной конек и чёрный коршун (вид, занесенный в Красную книгу Московской области). В пределах данной зооформации встречаются также а также редкие и уязвимые виды бабочек, не включенные в Красную книгу Московской области, но нуждающиеся на территории области в постоянном контроле и наблюдении — пестрокрыльница изменчивая, малый ленточник, дневной павлиний глаз, большая лесная перламутровка и ряд других видов перламутровок.
На всей территории памятника природы встречаются обыкновенный крот, обыкновенная лисица, обыкновенная кукушка.

## Объекты особой охраны памятника природы
Охраняемые экосистемы: еловые леса с осиной и березой лещиновые кислично-папоротниково-широкотравные; еловые лещиновые широкотравные леса оврагов; сероольшаники с черемухой папоротниково-влажнотравные, влажнотравно-хвощевые с широкотравьем и крапивно-влажнотравные; низинные хвощево-камышовые, осоково-камышовые и таволгово-хвощево-камышовые болота и влажнотравные луга.
Места произрастания и обитания охраняемых в Московской области, а также иных редких и уязвимых видов растений и животных, зафиксированных на территории памятника природы.
Охраняемые в Московской области, а также иные редкие и уязвимые виды растений:
- виды, занесенные в Красную книгу Московской области: многорядник Брауна, некера перистая;
- виды, являющиеся редкими и уязвимыми таксонами, не включенные в Красную книгу Московской области, но нуждающиеся на территории Московской области в постоянном контроле и наблюдении: колокольчик крапиволистный, колокольчик широколистный, колокольчик персиколистный, купальница европейская.

Охраняемые в Московской области, а также иные редкие и уязвимые виды животных:
- вид, занесенный в Красную книгу Московской области: чёрный коршун;
- виды, являющиеся редкими и уязвимыми таксонами, не включенные в Красную книгу Московской области, но нуждающиеся на территории области в постоянном контроле и наблюдении: малый ленточник, дневной павлиний глаз, пестрокрыльница изменчивая, большая лесная перламутровка.

Иные объекты охраны — эрозионная форма — овраг с прилегающими поверхностями — с уникальным сочетанием природных условий, пригодных для стабильного удовлетворительного состояния популяции многорядника Брауна.